# أيغان
أیغان هي قرية في مقاطعة كرج، إيران. يقدر عدد سكانها بـ 186 نسمة بحسب إحصاء 2016.